# Cantone di Hojancha
Il cantone di Hojancha è un cantone della Costa Rica facente parte della provincia di Guanacaste.
Confina ad est con Nandayure, a sud con l'Oceano Pacifico, ad ovest e a nord con Nicoya.
L'economia si basa sulla coltivazione di riso, mais, ortaggi e legumi, sulla produzione di latte e sul turismo.
Il cantone si affaccia per pochi chilometri sull'Oceano Pacifico e vanta una delle più belle spiagge tropicali della Costa Rica, Playa Carrillo.
Il cantone fu istituito per decreto nel 1971.

## Geografia antropica

### Suddivisioni amministrative
Il cantone  è suddiviso in 4 distretti:
- Hojancha
- Huacas
- Monte Romo
- Puerto Carrillo